# Gustav Hans Graber
Gustav Hans Graber (* 17. Mai 1893 in Vorimholz, heute Grossaffoltern; † 12. April 1982 in Bern) war ein Schweizer Psychologe und Psychoanalytiker. Er gilt als Pionier der prä- und perinatalen Forschung im Rahmen der Psychologie.

## Leben und Schaffen im Überblick
Graber ist im Berner Seeland geboren und dort aufgewachsen. Er besuchte das Lehrerseminar, dann studierte er Psychologie an der Universität Bern. 1924 promovierte er. Seine Dissertation Die Ambivalenz des Kindes erschien im gleichen Jahr wie Otto Ranks Buch Das Trauma der Geburt, das einen ähnlichen Ansatz hat und durch Freud abgelehnt wurde. Graber war Mitglied der Deutschen Psychoanalytischen Gesellschaft (DPG) und damit der Internationalen Psychoanalytischen Vereinigung (IPV). 
1929 eröffnete er eine eigene psychoanalytische Praxis in Stuttgart. Von 1941 bis 1943 wirkte er am Stuttgarter Institut für psychologische Forschung und Psychotherapie. 1943 kehrte er nach Bern zurück. Er beschäftigt sich intensiv mit der Psychologie von Carl Gustav Carus, die er der Freudschen Psychoanalyse gegenüberstellt. Er gründete, zusammen mit Ernst Blum, den Berner Arbeitskreis für Tiefenpsychologie und das Institut für Tiefenpsychologie, die er beide bis 1970 leitete. 1949–64 war er Herausgeber der Zeitschrift Der Psychologe. 1971 war er Mitbegründer und erster Vorsitzender der Internationalen Studiengemeinschaft für pränatale Psychologie in Wien.

## Werke

### Einzelausgaben
- Die Ambivalenz des Kindes (Dissertation), Internationaler Psychoanalytischer Verlag, Leipzig/Wien/Zürich 1924
- Die schwarze Spinne. Menschheitsentwicklung nach Jeremias Gotthelfs gleichnamiger Novelle, dargestellt unter besonderer Berücksichtigung der Rolle der Frau, Internationaler Psychoanalytischer Verlag, Leipzig/Wien/Zürich 1925
  - 2., erweiterte Auflage mit Anhang: GBS, Schwarzenburg/Bern 1952
- Zeugung, Geburt und Tod. Werden und Vergehen im Mythus und in der Vorstellung des Kindes. Ein psychoanalytischer Vergleich, Merlin, Baden-Baden 1930
- Psychoanalyse und Heilung eines nachtwandelnden Knaben, Merlin, Baden-Baden 1931
- Die Kreuzfahrt des Lebens. Legenden, Rascher, Zürich 1934
- Einheit und Zwiespalt der Seele. Entwicklung, Struktur und Ambivalenz des Seelenlebens beim Kinde (2., stark erweiterte und umgearbeitete Auflage von Die Ambivalenz des Kindes), Hans Huber, Bern 1945
- Seelenspiegel des Kindes. Einblick in tiefenpsychologische Erziehung und Kinderanalyse, Artemis, Zürich 1946
- Vom Morgen zum Mittag. Sieben neue Märchen, Rascher, Zürich 1948
- Die Frauenseele. Das Ewig-Weibliche in Mädchen, Frau und Mutter, Artemis, Zürich 1951
  - neu bearbeitete Ausgabe: Tiefenpsychologie der Frau. Entwicklung vom Mädchen zur Frau und Mutter, Goldmann, München 1966
- Zur Psychoanalyse eines Ekzem- und Asthmakranken, Klett-Cotta (= Sonderdruck aus der Zeitschrift Psyche), Stuttgart 1957
- Psychologie des Mannes. Neue Erkenntnisse der Psychologie, Huber/Klett, Bern und Stuttgart 1957
- Seelische Leiden und ihre Behandlung, Ardschuna, Bern 1962
  - neu bearbeitete Ausgabe: Goldmann (Gelbe Taschenbücher 2735), München 1970
- Der Schöpfer, Ardschuna, Bern 1963
- Die Not des Lebens und ihre Ueberwindung. Zur Tiefenpsychologie des Geburtstraumas und der nachgeburtlichen Lebensgestaltung, Ardschuna, Bern 1966
- Ursprung, Einheit und Zwiespalt der Seele. Vor- und nachgeburtliche Entwicklung des Seelenlebens, Goldmann (Gelbe Taschenbücher 2736), München 1970
- Charaktertypen und ihre Schicksale in tiefenpsychologischer Praxis und Sicht, Goldmann (Gelbe Taschenbücher 2786), München 1971
- Neue Beiträge zur Lehre und Praxis der Psychotherapie. Kernprobleme peri- und pränataler Tiefenpsychologie, Goldmann (Taschenbuch 9007), München 1972
- Pränatale Psychologie. Die Erforschung vorgeburtlicher Wahrnehmungen und Empfindungen (als Hg.), Kindler (Geist und Psyche 2123), München 1974

### Sammelausgabe
- Gesammelte Schriften:
  - Band 1: Tiefenpsychologische Erziehung und Kinder-Psychotherapie, Goldmann, München 1975
  - Band 2: Tiefenpsychologie von Mann und Frau, Goldmann, München 1975
  - Band 3: Psychotherapie als Selbstverwirklichung, Goldmann, München 1975
  - Band 4: Literarische Schriften, Pinel, Berlin 1978